# Marc McDermott
Pour les articles homonymes, voir McDermott.
Marcus McDermott est un acteur d'origine australienne, né le 24 juillet 1881 à Goulburn (Nouvelle-Galles du Sud), mort le 5 janvier 1929 à Glendale (Californie).
Il est généralement crédité Marc McDermott, parfois Marc MacDermott.

## Biographie
Marc McDermott commence sa carrière d'acteur au théâtre, passant notamment par Sydney, Londres et Broadway (New York), où il joue une première pièce en 1902, The Joy of Living d'Hermann Sudermann et Edith Wharton (produite par Charles Frohman), aux côtés de Charles Bryant.
Installé définitivement aux États-Unis, il joue encore à Broadway dans deux autres pièces jusqu'en 1909, dont Peer Gynt d'Henrik Ibsen en 1907, avec Emma Dunn.
Cette même année 1909, il apparaît pour la première fois au cinéma, dans une série de courts métrages. En tout, il contribue à deux-cent-huit films muets — dont de nombreux autres courts métrages —, majoritairement américains (sauf un britannique en 1922). Son dernier film est The Whip de Charles Brabin (réalisateur qu'il retrouve souvent), avec Ralph Forbes et Anna Q. Nilsson, sorti en septembre 1928, moins de quatre mois avant sa mort prématurée, des suites d'une cirrhose.
Entretemps, mentionnons Larmes de clown de Victor Sjöström (1924, avec Lon Chaney, Norma Shearer et John Gilbert), L'Aigle des mers de Frank Lloyd (version de 1924, avec Milton Sills et sa compatriote Enid Bennett), Sa vie de Frank Borzage (1925, avec Norma Talmadge et Wallace MacDonald), ou encore La Tentatrice de Fred Niblo et La Chair et le Diable de Clarence Brown (tous deux de 1926 et avec Greta Garbo).

## Théâtre (sélection)
- 1902 : The Joy of Living d'Hermann Sudermann et Edith Wharton, production de Charles Frohman, avec Charles Bryant (à Broadway)
- 1904-1905 : Peggy Machree de Patrick Bidwell (à Bristol, en Angleterre)
- 1907 : Peer Gynt d'Henrik Ibsen, adaptation de Charles et William Archer, avec Emma Dunn (à Broadway)
- 1908-1909 : Peggy Machree de Patrick Bidwell (reprise à Broadway)

## Filmographie partielle
(films américains, sauf mention contraire)
- 1909 : Lochinvar de J. Searle Dawley (court métrage = CM)
- 1909 : Comedy and Tragedy de J. Searle Dawley (CM)
- 1909 : Les Misérables (titre original) de J. Stuart Blackton (CM)
- 1909 : The House of Cards d'Edwin S. Porter (CM)
- 1910 : The Engineer's Romance d'Edwin S. Porter (CM)
- 1910 : Michael Strogoff de J. Searle Dawley (CM)
- 1910 : Un chant de Noël (A Christmas Carol) de J. Searle Dawley (CM)
- 1910 : The Lady and the Burglar de Bannister Merwin (CM)
- 1910 : L'Attaque du moulin (The Attack on the Mill) d'Edwin S. Porter (CM)
- 1911 : Foul Play d'Oscar Apfel (CM)
- 1911 : In the Days of Chivalry de J. Searle Dawley (CM)
- 1911 : The Strike at the Mines d'Edwin S. Porter (CM)
- 1911 : Aida d'Oscar Apfel et J. Searle Dawley (CM)
- 1911 : An Old Sweetheat of Mine de Bannister Merwin (CM)
- 1912 : What happened to Mary de Charles Brabin (CM)
- 1912 : Les Frères corses (The Corsican Brothers) d'Oscar Apfel et J. Searle Dawley (CM)
- 1912 : The Insurgent Senator de Bannister Merwin (CM)
- 1912 : The Dumb Wooing de Willard Louis (CM)
- 1912 : The Convict's Parole d'Edwin S. Porter (CM)
- 1912 : The Passer-By d'Oscar Apfel (CM)
- 1912 : Mr. Pickwick's Predicament de J. Searle Dawley (CM)
- 1913 : An Unsullied Shield de Charles Brabin (CM)
- 1913 : Confidence de Bannister Merwin (CM)
- 1913 : The Portrait de George Lessey (CM)
- 1913 : Mary Stuart de Walter Edwin (CM)
- 1914 : The Antique Brooch de Charles Brabin (CM)
- 1915 : Pawns of Fate de Frank Lloyd (CM)
- 1915 : A Theft in the Dark de Charles Brabin (CM)
- 1916 : The Footlights of Fate de William Humphrey
- 1916 : The Price of Fame de Charles Brabin
- 1917 : Intrigue de John S. Robertson
- 1917 : The Collie Market de J. Stuart Blackton (CM)
- 1917 : Babette de Charles Brabin
- 1917 : An Alabaster Box de Chester Withey

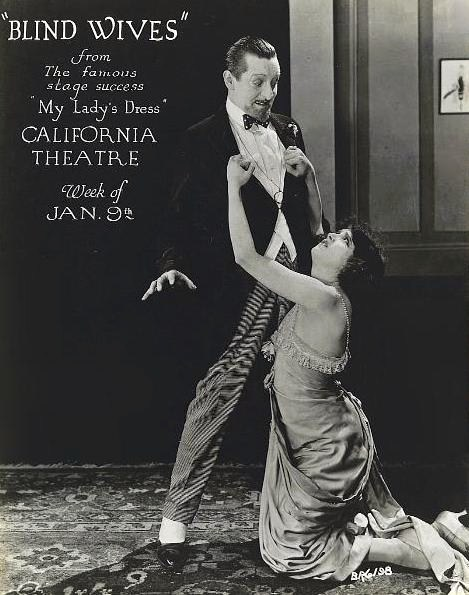
Avec Estelle Taylor, dans Blind Wives (1920, poster promotionnel)

- 1918 : The Green God de Paul Scardon
- 1918 : Buchanan's Wife de Charles Brabin
- 1918 : The Girl of Today de John S. Robertson
- 1919 : Kathleen Mavourneen de Charles Brabin
- 1919 : Dans la nuit (The New Moon) de Chester Withey
- 1919 : La Treizième Chaise (The Thirteenth Chair) de Léonce Perret
- 1920 : Blind Wives de Charles Brabin
- 1920 : Les Nuits de New York (While New York Sleeps) de Charles Brabin
- 1921 : Footlights de John S. Robertson
- 1921 : Miss 139
- 1922 : The Spanish Jade de John S. Robertson (film britannique)
- 1922 : The Lights of New York de Charles Brabin
- 1923 : La Tornade (Hoodman Blind) de John Ford
- 1923 : The Satin Girl d'Arthur Rosson
- 1923 : Lucretia Lombard de Jack Conway
- 1924 : Larmes de clown (He who gets slapped) de Victor Sjöström
- 1924 : The Miles Out d'Irvin Willat
- 1924 : La vie et la mort ont croisé le fer (In Every Woman's Life) de Irving Cummings
- 1924 : Dorothy Vernon (Dorothy Vernon of Hadden Hall) de Marshall Neilan et Mary Pickford
- 1924 : O sole mio (This Woman) de Phil Rosen
- 1924 : L'Aigle des mers (The Sea Hawk) de Frank Lloyd
- 1925 : Déchéance (The Goose Woman) de Clarence Brown
- 1925 : Sa vie (The Lady) de Frank Borzage
- 1926 : La Tentatrice (The Temptress) de Fred Niblo
- 1926 : The Lucky Lady de Raoul Walsh
- 1926 : Kiki de Clarence Brown
- 1926 : La Chair et le Diable (Flesh and the Devil) de Clarence Brown
- 1927 : Taxi-girl (The Taxi Dancer) de Harry F. Millarde
- 1927 : Le Chevalier pirate (The Road to Romance) de John S. Robertson
- 1927 : Resurrection d'Edwin Carewe
- 1927 : California de W. S. Van Dyke
- 1927 : Man, Woman and Sin de Monta Bell et John Gilbert
- 1928 : Glorious Betsy d'Alan Crosland et Gordon Hollingshead
- 1928 : Under the Black Eagle de W. S. Van Dyke
- 1928 : Yellow Lily d'Alexander Hall
- 1928 : The Whip de Charles Brabin